# Pier Giovanni Anchisi
Pier Giovanni Anchisi noto anche come Pietro Anchisi, Piero Anchisi o Piergiovanni Anchisi (Gattinara, 29 giugno 1928 – Roma, 15 settembre 2012) è stato un attore e sceneggiatore italiano.

## Biografia
Conosciuto come attore ed sceneggiatore, ha lavorato nel 1973 come sceneggiatore e scrittore nel film biografico intitolato Giordano Bruno diretto da Giuliano Montaldo. Nel 1976 sempre con il regista Giuliano Montaldo ha recitato nel film L'Agnese va a morire nella parte di Toni e nel 1984 ha realizzato la sceneggiatura di Cento giorni a Palermo diretto da Giuseppe Ferrara.

## Filmografia

### Attore

#### Cinema
- La donna del lago, regia di Luigi Bazzoni e Franco Rossellini (1965)
- L'odio è il mio Dio, regia di Claudio Gora (1969)
- Corbari, regia di Valentino Orsini (1970)
- Sacco e Vanzetti, regia di Giuliano Montaldo (1971)
- Abuso di potere, regia di Camillo Bazzoni (1972)
- Non ho tempo, regia di Ansano Giannarelli (1973)
- Giordano Bruno, regia di Giuliano Montaldo (1973)
- Il bacio di una morta, regia di Carlo Infascelli (1974)
- Le scomunicate di San Valentino, regia di Sergio Grieco (1974)
- Allonsanfàn, regia di Paolo e Vittorio Taviani (1974)
- Il gioco della verità, regia di Michele Massa (1974)
- Il piatto piange, regia di Paolo Nuzzi (1974)
- Macchie solari, regia di Armando Crispino (1975)
- Faccia di spia, regia di Giuseppe Ferrara (1975)
- L'Agnese va a morire, regia di Giuliano Montaldo (1976)
- Antonio Gramsci - I giorni del carcere, regia di Lino Del Fra (1977)
- Stark System, regia di Armenia Balducci (1980)
- ...e noi non faremo karakiri, regia di Francesco Longo (1981)
- State buoni se potete, regia di Luigi Magni (1983)
- Un ragazzo come tanti, regia di Gianni Minello (1983)
- Cento giorni a Palermo, regia di Giuseppe Ferrara (1984)
- Inganni, regia di Luigi Faccini (1985)
- Il richiamo, regia di Claudio Bondi (1992)
- Segreto di stato, regia di Giuseppe Ferrara (1995)
- Piuttosto che in eterno, regia di Paolo Tripodi (2002)
- Le opere e i giorni, regia di Franco Brocani (2006)

#### Televisione
- Castigo - miniserie TV (1977)
- Il balordo - miniserie TV (1978)
- Panagulis vive - miniserie TV (1980) - anche sceneggiatore

### Sceneggiatore
- È stato bello amarti, regia di Adimaro Sala (1968)
- Il pistolero dell'Ave Maria, regia di Ferdinando Baldi (1969)
- Love Birds - Una strana voglia d'amare, regia di Mario Caiano (1969)
- L'odio è il mio Dio, regia di Claudio Gora (1969)
- Blindman, regia di Ferdinando Baldi (1971)
- Il gioco della verità, regia di Michele Massa (1974)
- Calamo, regia di Massimo Pirri (1976)
- Antonio Gramsci - I giorni del carcere, regia di Lino Del Fra (1977)
- Nella città perduta di Sarzana, regia di Luigi Faccini (1980)
- I ragazzi della periferia sud, regia di Gianni Minello (1984)
- Cento giorni a Palermo, regia di Giuseppe Ferrara (1984)
- La lingua, regia di Marco Toniato (1986)
- E insieme vivremo tutte le stagioni, regia di Gianni Minello (1999)